# فارغ‌التحصیلی (فیلم)
فارغ‌التحصیلی (رومانیایی: Bacalaureat) فیلمی به کارگردانی کریستیان مونجیو است که در سال ۲۰۱۶ منتشر شد. این فیلم برای رقابت نخل طلا در جشنواره فیلم کن ۲۰۱۶ انتخاب شد اما مونجیو جایزهٔ بهترین کارگردانی را با الیویر آسایز تقسیم کرد.
این فیلم روایتگر ماجراهای رومئو، یک پزشک میان‌سال در شهری کوچک، در کشور رومانی است. حادثه‌ای برای دختر نوجوان او رخ می‌دهد که در آستانه فارغ‌التحصیلی از دبیرستان است. این حادثه در کنار مشکلات ریشه‌داری که با همسرش دارد، زندگی رومئو را دگرگون می‌کند.

## بازیگران
- ولات ایوانوف
- لیا بوگنار
- ماریا-ویکتوریا دراگوس